# Meriem Chabani
Meriem Chabani est une architecte franco-algérienne née en 1989 à Alger.

## Biographie
Ses deux parents ont fait des études de médecine mais n'ont jamais pu exercer. La guerre civile les pousse à s'exiler en France en 1992. Meriem Chabani grandi à Vitry-sur-Seine, où son père gère un hôtel. Après un bac scientifique, elle étudie l'architecture à l'école nationale supérieure d'architecture de Paris-Malaquais,.
Elle commence sa carrière dans l’agence d’urbanisme Lambert-Lénack, où elle travaille à l'aménagement des zones sensibles en banlieue.
Elle créé l'agence New South en 2015 en s'associant notamment avec l'anthropologue et architecte britannique John Edom, pour « défendre une vision engagée de l'architecture pour les pays en développement » avec une architecture moderne qui tient compte des spécificités de l'habitat local. Son travail est principalement orienté vers le sud global avec cette approche décoloniale.

### Récompenses
Elle a très tôt été récompensée par des prix : bourse de la Fondation Jacques Rougerie en 2013, prix « Next Generation » des Holcim Awards en 2014, les prix Europan 2017, Europe 40 under 40 en 2020,.